# فرينش
فرينش (1765 بإنجلترا في المملكة المتحدة - ) (بالإنجليزية: French)‏ هو لاعب كريكت بريطاني.